# 法默鎮區 (堪薩斯州沃邦西縣)
法默鎮區（英語：Farmer Township）是位於美國堪薩斯州沃邦西縣的一個行政鎮區。

## 地方資料
法默鎮區的面積為171.75平方千米，當中陸地面積為171.34平方千米，而水域面積為0.41平方千米。根據2010年美國人口普查的數據，當地共有人口100人，而人口密度為每平方千米0.58人。

## 外部連結
- US-Counties.com
- City-Data.com （页面存档备份，存于）